# Juegos de las Islas de 2009
Los XII Juegos de las Islas, fue un evento deportivo que se llevó a cabo en la isla de Åland, en Finlandia del 27 de junio al 4 de julio de 2009

## Equipos participantes
En esta edición de los Juegos de las Islas,participaron todos los miembros de la IGA excepto la Isla del Príncipe Eduardo, la cual se ausentó por falta de fondos de su gobierno, lo cual provocaría la salida de este posteriormente de la IGA
| Åland        | Alderney       | Anglesey (Ynys Môn) | Hébridas Exteriores |
| Bermudas     | Islas Malvinas | Islas Feroe         | Frøya               |
| Gibraltar    | Gotland        | Groenlandia         | Guernsey            |
| Hitra        | Isla de Man    | Isla de Wight       | Jersey              |
| Islas Caimán | Menorca        | Santa Helena        | Órcadas             |
| Rodas        | Saaremaa       | Sark                | Islas Shetland      |

## Deportes
| Atletismo     | Bádminton     | Baloncesto | Fútbol   | Golf          |
| Gimnasia      | Judo          | Natación   | Tenis    | Tenis de mesa |
| Tiro con arco | Tiro olímpico | Vela       | Voleibol | Windsurf      |

## Medallero
| Núm.  | País                | Oro | Plata | Bronce | Total |
| ----- | ------------------- | --- | ----- | ------ | ----- |
| 1     | Islas Feroe         | 34  | 23    | 24     | 81    |
| 2     | Isla de Man         | 29  | 30    | 29     | 88    |
| 3     | Jersey              | 24  | 37    | 19     | 80    |
| 4     | Guernsey            | 21  | 12    | 27     | 60    |
| 5     | Gotland             | 21  | 11    | 23     | 55    |
| 6     | Åland               | 16  | 19    | 18     | 53    |
| 7     | Bermudas            | 14  | 6     | 12     | 32    |
| 8     | Menorca             | 9   | 7     | 11     | 27    |
| 9     | Islas Caimán        | 7   | 4     | 3      | 14    |
| 10    | Saaremaa            | 6   | 9     | 10     | 25    |
| 11    | Isla de Wight       | 4   | 6     | 8      | 18    |
| 12    | Gibraltar           | 4   | 3     | 8      | 15    |
| 13    | Rodas               | 3   | 8     | 7      | 18    |
| 14    | Shetland            | 2   | 1     | 7      | 10    |
| 15    | Groenlandia         | 1   | 4     | 3      | 8     |
| 16    | Órcadas             | 1   | 2     | 3      | 6     |
| 17    | Hébridas Exteriores | 1   | 2     | 2      | 5     |
| 18    | Anglesey (Ynys Môn) | 1   | 2     | 2      | 5     |
| 19    | Hitra               | 0   | 2     | 0      | 2     |
| 20    | Sark                | 0   | 2     | 0      | 2     |
| Total | Total               | 198 | 190   | 216    | 604   |